# PK (phim)
PK ngây thơ là một bộ phim hài chính kịch của điện ảnh Ấn Độ ra mắt năm 2014, do Rajkumar Hirani làm đạo diễn, đồng sản xuất với Vidhu Vinod Chopra và viết kịch bản với Abhijat Joshi. Tác phẩm có sự tham gia của các diễn viên gồm Aamir Khan, Anushka Sharma, Sushant Singh Rajput, Boman Irani, Saurabh Shukla, và Sanjay Dutt. Bộ phim kể về câu chuyện của một người ngoài hành tinh đến Trái đất để làm nhiệm vụ nghiên cứu. Anh ta đã kết thân với một nhà báo truyền hình và đưa ra những câu hỏi về những giáo lý tôn giáo và thực trạng mê tín dị đoan vẫn còn tái diễn như ngày nay.
Bộ phim lọt vào danh sách những bộ phim Ấn Độ có doanh thu cao nhất mọi thời đại và xếp thứ 66 trong danh sách các bộ phim có doanh thu cao nhất năm 2014. PK cũng là bộ phim Ấn Độ đầu tiên đạt doanh thu 6 tỷ Rupee Ấn Độ trên toàn thế giới.

## Nội dung
Một người ngoài hành tinh (do Aamir Khan thủ vai) đến Trái đất để làm nhiệm vụ nghiên cứu tại Rajasthan nhưng lại bị kẹt lại ở đây khi mà chiếc vòng cổ, cũng đồng thời là chiếc điều khiển của anh ta đã bị cướp. Cũng trong hôm đó, ở Bruges, Jaggu (do Anushka Sharma thủ vai) yêu chàng trai tên là Sarfaraz (do Sushant Singh Rajput thủ vai). Cha của Jaggu (do Parikshit Sahni thủ vai) phản đối việc này do Sarfaraz là một người Hồi giáo đến từ Pakistan. Ông ta đã hỏi ý kiến godman Tapasvi Maharaj (do Saurabh Shukla thủ vai) và người này đã đưa ra dự đoán rằng Sarfaraz sẽ phản bội Jaggu. Để chứng minh điều này là sai, Jaggu đã cầu hôn Sarfaraz. Nhưng Jaggu đã cảm thấy rất đau lòng khi cô ta nhận được một bức thư hoãn lễ cưới đến từ sự khác nhau của hai người. Cuối cùng cô buộc phải trở về Ấn Độ và bị gia đình khước từ gặp mặt. Sau này cô trở thành một phóng viên truyền hình.
Jaggu gặp người ngoài hành tinh này và cảm thấy rất ngạc nhiên khi chứng kiến anh ấy đang phát truyền đơn tìm đấng tôi cao thất lạc. Trong hồi tưởng, do không biết gì về những phong tục tập quán trên Trái Đất, nên PK tìm cách hòa nhập với mọi người bằng việc mặc quần áo và dùng tiền có được bằng cách ăn trộm từ những cặp đôi đang quan hệ tình dục trong những "chiếc xe nhún nhảy". Anh ta cố gắng học giao tiếp bằng cách nắm tay người khác và tiếp thu trí nhớ của họ qua việc này, nhưng họ đều xua đuổi đi và nghĩ rằng anh ta là kẻ biến thái. Vào một ngày nọ, một xe khách chở nhạc trưởng Bhairon Singh (do Sanjay Dutt thủ vai) tông vào anh ta khiến anh ta bất tỉnh. Bhairon đưa anh ta đi cấp cứu. Bác sĩ cho rằng anh ta bị mất trí nhớ. Bhairon cho rằng đó là kết quả của cú tông xe với anh ta. Cho rằng anh ta sẽ không thể oán trách gì về vụ tai nạn này, Bhairon quyết định bỏ trốn, nhưng rồi lại quyết định đưa anh ta đi cùng. Dần dần thì anh ta trở thành bạn của Bhairon. Hiểu rằng hành động cố gắng bắt tay người khác của anh ta là một nhu cầu tình dục, Bhairon đưa anh ta đến nhà chứa. Ở đó, anh ta nắm tay một cô gái mại dâm trong 6 tiếng liên tục và cuối cùng đã học được tiếng Bhojpuri.
Sau khi đã học được giao tiếp, anh ta lần theo dấu vết của người đã cướp mất chiếc điều khiển và trở về Delhi để tiếp tục công cuộc tìm kiếm nó. Do những hành động kỳ quặc của mình, người dân ở đó cho rằng anh ta bị say (tiếng Hindi có nghĩa là pee-kay) và gọi anh là PK. Delhi hóa ra là một thành phố rất rộng lớn và mọi người bảo với anh ta rằng chỉ có Thượng đế mới giúp anh ta tìm được nó. PK bắt đầu cuộc hành trình đi tìm Thượng đế, nhưng những tôn giáo và phong tục khác nhau của Ấn Độ làm anh ta cảm thấy khó phân biệt nổi. Về sau anh ta đã phát hiện ra rằng Tapasvi đang giữ chiếc điều khiển đó. Nhưng Tapasvi lại cho rằng ông ta đã có được nó từ Thượng đến trên dãy Himalaya và từ chối trao trả lại nó cho PK. Sau khi nghe câu chuyện này của PK, Jaggu đã lên kế hoạch vạch trần Tapasvi và lấy lại chiếc điều khiển cho PK.
PK kết luận rằng Tapasvi và những người đứng đầu các tôn giáo khác đang gọi "nhầm số" khi giao tiếp với Thượng đế và kết quả là làm lan truyền sự hiểu nhầm và khuyên công chúng tin tưởng vào những lễ nghi vô nghĩa. Jaggu thuyết phục hàng nghìn người gửi về những hành về những trải nghiệm của họ với những người đứng đầu tôn giáo và nói họ là "gọi sai số". Cùng lúc này. PK liên hệ với Bhairon Singh, và Bhairon Singh nói rằng anh ta sẽ đến Delhi vào ngày mai, nhưng lại chết vì quả bom của những kẻ khủng bố nhằm bảo vệ đức tin và phản đối PK. Sau những lời kêu gọi quy mô lớn, Tapasvi buộc phải đến trường quay và đối diện với PK trên sóng truyền hình. Tapasvi tự cho mình có thể kết nối trực tiếp với Thượng đế và đưa dẫn chứng là lời tiên đoán cho sự phản bội của Safaraz. Tuy nhiên, trước đó PK đã tiếp nhận trí nhớ của Jaggu, cho rằng Sarfaraz không hề viết bức thư đó. Jaggu liên lạc với Đại sứ quán Pakistan tại Bỉ nơi mà Sarfaraz đang làm việc bán thời gian ở đó; đại sứ quán nói rằng Sarfaraz vẫn yêu cô ấy và hàng ngày vẫn gọi họ nhằm hỏi han xem cô ấy có gọi tới hay không. Jaggu và Sarfaraz đã liên lạc lại và Tapasvi lúc này đã bị vạch trần là một tên lừa đảo, do đó bị buộc phải trả thiết bị lại cho PK. Và người trao thiết bị cho PK không ai khác chính là Jayprakash, bố của Jaggu.
Trong suốt câu chuyện, PK yêu Jaggu nhưng không dám nói với cô điều này bởi vì anh ta biết được rằng cô thực sự yêu Sarfaraz. Thay vào đó, anh ta thu những cuốn băng có giọng nói của cô ấy và lấp đầy chiếc vali của mình với những cục pin để anh ta có thể nghe được giọng của cô ấy trên đường trở về hành tinh quê hương của mình. Khi đang khởi hành, anh đã nói dối Jaggu về nội dung của những cuốn băng. Còn Jaggu, dù biết sự thật, nhưng vẫn giữ im lặng. Sau này cô ta đã xuất bản một cuốn sách nói về PK.
Một năm sau, PK trở lại Trái đất trong công cuộc nghiên cứu mới cùng với một vài người ngoài hành tinh khác.

## Diễn viên
- Aamir Khan trong vai PK.
- Anushka Sharma trong vai Jagat "Jaggu" Janani Sahni.
- Sushant Singh Rajput trong vai Sarfaraz Yousuf.
- Boman Irani trong vai Cherry Bajwa.
- Saurabh Shukla trong vai Tapasvi Maharaj.
- Sanjay Dutt trong vai Bhairon Singh.
- Parikshit Sahni trong vai Jayprakash Sahni.
- Sachin Parikh trong vai Tapasvi's assistant.
- Ram Sethi trong vai một ông cụ.
- Reema Debnath trong vai Phuljhadiya.
- Rohitash Gaud trong vai một thanh tra cảnh sát[10].
- Rukhsaar Rehman trong vai nhân viên tiếp tân Đại sứ quán Pakistan.
- Brijendra Kala trong vai một người bán tượng ở một ngôi đền.
- Ranbir Kapoor trong vai một người ngoài hành tinh.

## Công chiếu
Phim được công chiếu vào ngày 19 tháng 12 năm 2014. PK là bộ phim thứ 200 của Bollywood được ra mắt trong năm 2014. Bộ phim sau đó đã được công chiếu tại 6000 rạp trên toàn thế giới, trong đó bao gồm 844 rạp ở các nước khác ngoài Ấn Độ . PK đã được công chiếu trên 4844 rạp trên toàn thế giới. PK còn được miễn thuế đối với bang Uttar Pradesh và Bihar.

## Nhạc phim
Nhạc phim được soạn bởi Shantanu Moitra, Ajay-Atul và Ankit Tiwari. Lời bài hát được viết bởi Swanand Kirkire, Amitabh Varma và Manoj Muntashir. Bản nhạc phim đầy đủ được tung ra vào ngày 17 tháng 11 năm 2014.
Bài "Tharki Chokro" là đĩa đơn đầu tiên và được đưa ra thị trường vào ngày 8 tháng 11 năm 2014. Video tập trung chủ yếu vào Aamir Khan và Sanjay Dutt, còn bài hát do Swaroop Khan trình bày. Bài hát được sáng tác bởi Ajay-Atul và được viết lời bởi Swanand Kirkire.
Đĩa đơn thứ hai, "Love Is a Waste of Time" được tung ra vào ngày 13 tháng 11 năm 2014 trên YouTube. Bài này được biểu diễn bởi Sonu Nigam và Shreya Ghoshal, được phổ nhạc bởi Shantanu Moitra và được viết lời bởi Amitabh Varma. "Chaar Kadam" được ra mắt vào ngày 22 tháng 11 năm 2014 trên kênh T-Series YouTube. Bài hát được trình bày bởi Shaan và Shreya Ghoshal, phổ nhạc bởi Shantanu Moitra và được viết lời bởi Swanand Kirkire.

### Danh sách bài hát
| STT              | Nhan đề                   | Phổ lời          | Phổ nhạc         | (Các) Ca sĩ                | Thời lượng |
| ---------------- | ------------------------- | ---------------- | ---------------- | -------------------------- | ---------- |
| 1.               | "Tharki Chokro"           | Swanand Kirkire  | Ajay-Atul        | Swaroop Khan               | 4:55       |
| 2.               | "Love Is a Waste of Time" | Amitabh Varma    | Shantanu Moitra  | Sonu Nigam, Shreya Ghoshal | 4:30       |
| 3.               | "Nanga Punga Dost"        | Swanand Kirkire  | Shantanu Moitra  | Shreya Ghoshal             | 4:46       |
| 4.               | "Chaar Kadam"             | Swanand Kirkire  | Shantanu Moitra  | Shaan, Shreya Ghoshal      | 4:20       |
| 5.               | "Bhagwan Hai Kahan Re Tu" | Swanand Kirkire  | Shantanu Moitra  | Sonu Nigam                 | 5:12       |
| 6.               | "Dil Darbadar"            | Manoj Muntashir  | Ankit Tiwari     | Ankit Tiwari               | 5:31       |
| 7.               | "PK Dance Theme"          |                  | Shantanu Moitra  | Instrumental               | 2:23       |
| Tổng thời lượng: | Tổng thời lượng:          | Tổng thời lượng: | Tổng thời lượng: | Tổng thời lượng:           | 30:17      |

## Đón nhận
Srijana Mitra Das của Thời Báo Ấn Độ đánh giá bộ phim này ở mức 4 sao. Rajeev Masand của CNN-IBN đánh giá 3.5 sao cho bộ phim này. NDTV đánh giá 5 sao cho bộ phim này và nói rằng "PK là một bộ phim thành công trên mọi phương diện, một bộ phim mà Raj Kapoor, Bimal Roy và Guru Dutt hẳn phải rất tự hào. Không còn nghi ngờ gì nữa, Rajkumar Hirani xứng đáng là người mang tới một chuẩn mực mới.". Bollywood Hungama đánh giá bộ phim này 4.5 trên 5 sao. Raja Sen of Rediff đánh giá bộ phim 4 trên 5 sao và cho rằng Aamir đã "đạt tới đỉnh cao". Rohit Khilnani của Thời báo Ấn Độ đánh giá 4.5 sao, và nói rằng "Hãy đến rạp và xem nó ngay đi thôi!".
Các nhà hoạt động xã hội của các tổ chức Ấn Độ giáo như Vishwa Hindu Parishad và Bajrang Dal đã tiến hành biểu tình phản đối với lý do rằng một số cảnh trong phim đã xúc phạm đến cộng đồng Ấn Độ giáo. Ngay sau đó, một vài rạp chiếu phim đã bị họ tấn công với yêu cầu ngừng chiếu bộ phim này. Các viên chức chính phủ như thủ hiến bang Uttar Pradesh Akhilesh Yadav và thủ hiến bang Bihar Jitan Ram Manjhi đã cho phép bộ phim được miễn thuế giải trí nhằm nâng cao số lượng người xem.

## Giải thưởng
PK được nhận 2 giải thưởng trong tổng số 8 đề cử ở giải 60th Filmfare Awards. Bộ phim giành 5 giải Star Guild Awards, và hai giải Life OK Screen Awards.